# Ascocotyle branchialis
Ascocotyle branchialis är en plattmaskart. Ascocotyle branchialis ingår i släktet Ascocotyle och familjen Heterophyidae. Inga underarter finns listade i Catalogue of Life.